# Bruno Bernard (créateur de caractères)
Pour les articles homonymes, voir Bruno Bernard et Bernard.
Bruno Bernard, né en 1974, est un graphiste et créateur de caractères typographiques français. Il a notamment réalisé, en 2006, le caractère Achemine utilisée par la SNCF, et en 2010, le caractère LFDJ pour La Française des Jeux.

## Biographie
Né en 1974, Bruno Bernard étudie à l’École Estienne où il obtient son diplôme en 1998.
En 2005, il entame une résidence à l’Atelier national de recherche typographique (ANRT) où il travaille sur l’Achemine pour la signalétique de la SNCF, terminé en 2006 et qui remplace graduellement à partir de 2007 le caractère Univers utilisé jusque-là dans les gares,. 
Le caractère Achemine est spécialement conçu pour une lecture confortable et la déficience visuelle, à la suite d'une série de tests de lisibilité d’archétypes typographiques faits avec des ophtalmologues.
En 2010, Bruno Bernard, Stéphane Buellet, Jean-Baptiste Levée et Patrick Paleta fondent le Bureau des affaires typographiques (B.A.T), une fonderie typographique numérique sur Internet.